# سمندرک‌های آمریکای شمالی
سمندرک‌های آمریکای شمالی (نام علمی: Notophthalmus) نام یک سرده از تیره سمندران است.

## گونه‌ها
- Black-spotted newt, Notophthalmus meridionalis (ادوارد درینکر کوپه, ۱۸۸۰)
- Striped newt,  Notophthalmus perstriatus  (Bishop, ۱۹۴۱)
- Eastern newt, سمندرک خاوری (کنستانتین ساموئل رافینسکوئه, ۱۸۲۰)